# Olga Forsh
Olga Dmitryevna Forsh, nascida Komarova (Gunibe, 28 de maio de 1873 - Leningrado, 17 de julho de 1961), era uma romancista, dramaturga e roteirista russa.

## Biografia
Forsh nasceu na fortaleza de Gunibe, no Daguestão, filha de um grande general do Exército Imperial Russo. Seu pai conheceu sua mãe, Nina Shakhetdinova, uma azeri, enquanto ele estava no Cáucaso. Nina morreu quando Olga era muito jovem. A madrasta de Olga, que também era sua ex-enfermeira, demonstrou pouco interesse nela, principalmente após o nascimento de sua própria filha com o pai de Olga. Quando seu pai, major-general Komarov, morreu em 1881, Olga foi colocada em um orfanato para crianças da nobreza.
Ela se casou com Boris Eduardovich Forsh, que também nasceu na família de um oficial militar de alto escalão, em 1895. Na década de 1890, estudou em várias escolas de arte, a mais importante em Kiev e São Petersburgo, onde trabalhou em o estúdio de Pavel Chistyakov.
Em 1904, Boris Forsh renunciou às Forças Armadas em objeção ao fato de ter que servir nas execuções de presos políticos. Foi privado de seu salário e ele e Olga se mudaram para uma fazenda na Ucrânia com seus dois filhos. Olga também estava grávida na época. Posteriormente, atribuiu a inspiração de suas primeiras histórias a esse longo período de vida entre os camponeses. Seus primeiros trabalhos de ficção foram publicados em 1907. Ela continuou desenhando e pintando, e trabalhou como professora de arte na Escola Levitskaya em Tsarskoye Selo em 1910-11, mas voltou-se para a escrita com o passar do tempo.

## Carreira
Olga estava interessada nas ideias da moda da época, incluindo o Tolstoísmo, Teosofia e Budismo, mas foi cada vez mais atraída pelo Socialismo. Após a Revolução Russa de 1917, Olga e seu marido tornaram-se apoiadores ativos dos bolcheviques. O marido de Olga morreu de tifo enquanto servia no Exército Vermelho em Kiev. Após sua morte, ela continuou a se dedicar ao trabalho cultural.
Ela dedicou vários romances à história do pensamento revolucionário e ao movimento revolucionário na Rússia. Entre eles estão Palace and Prison (1924–25, também transformado em roteiro de filme), sobre o revolucionário Mikhail Stepanovich Beideman, The Fervid Workshop (1926), sobre a Revolução de 1905–07 e Pioneers of Freedom (1950–53), que lida com os dezembristas.Ela também escreveu o romance biográfico de três partes Radishchev, que compreende os livros Jacobin Leaven (1932), The Landlady of Kazan (1934–35) e The Pernicious Book (1939). Sua peça experimental The Substitute Lecturer foi publicada em 1930.
O destino do indivíduo criativo sob um regime opressivo é tratado no romance The Contemporaries (1926), sobre Nikolai Gogol e A. A. Ivanov. Nos romances The Lunatic Ship (1931) e The Raven (originalmente intitulado The Symbolists, 1933), Olga retratou a vida entre a intelligentsia artística de São Petersburgo no início do século XX e nos primeiros anos pós-revolucionários e criou retratos de contemporâneos como Maxim Gorky, Alexander Blok e Fyodor Sologub.

## Reconhecimento e morte
Olga ganhou destaque na arena da literatura soviética, desempenhando papéis importantes no Congresso de Escritores de 1934 e no Congresso de 1954, onde fez o discurso de abertura.
Ela morreu em Tyarlova, um subúrbio de Leningrado, em 1961. Foi enterrada no cemitério de Cazã, nos arredores de Pushkin.